# Otello (Rossini)
Otello ossia Il moro di Venezia è un'opera lirica di Gioachino Rossini. Seconda di una serie di nove opere composte da Rossini per Napoli, andò in scena il 4 dicembre 1816 al Teatro del Fondo di Napoli.
Il librettista Francesco Maria Berio di Salsa scrisse i versi non basandosi direttamente sulla tragedia di Shakespeare ma, come era abituale all'epoca, usando adattamenti contemporanei (Othello, ou le More de Venise di Jean-François Ducis, 1792).

## Prime rappresentazioni
Nonostante il dissenso di una parte del pubblico in sala, particolarmente riguardo al finale considerato eccessivamente tragico, l'opera ebbe subito un grande successo. Rappresentata in tutto il mondo (talvolta sostituendo la conclusione tragica con un lieto fine), venne replicata fino alla fine del XIX secolo, quando venne sostituita nei gusti del pubblico dall'Otello di Verdi.
Il 18 gennaio 1817 avviene la prima nel Teatro San Carlo di Napoli con Manuel García (padre) come Jago e lo stesso cast della prima.
Il 21 febbraio 1818 avviene la prima nel Teatro San Benedetto di Venezia con Nicola Tacchinardi.
 Il 13 settembre 1819 va in scena a Monaco di Baviera ed il successivo 26 dicembre nel Teatro Argentina di Roma nella seconda versione.
Il 5 giugno 1821 avviene la prima nel Théâtre-Italien di Parigi con Giuditta Pasta, García, Marco Bordogni e Nicolas-Prosper Levasseur.
Il 16 maggio 1822 avviene la première nel His Majesty's Theatre di Londra.
Il 3 settembre 1823 avviene la prima nel Teatro alla Scala di Milano diretta da Alessandro Rolla con Giovanni Orazio Cartagenova, il successivo 31 ottobre in Amburgo e il 1º dicembre a Lione in francese.
Il 26 dicembre 1825 avviene la prima nel Teatro Regio di Torino diretta da Giovanni Battista Polledro con Henriette Méric-Lalande.
Il 10 gennaio 1826 avviene la prima nel Teatro La Fenice di Venezia con Ester Mombelli, Domenico Donzelli e Domenico Cosselli ed il successivo 7 febbraio a New York con Maria Malibran, García, Gaetano Crivelli e Manuel García (figlio).
Il 20 gennaio 1827 avviene la prima nel Teatro Comunale di Bologna.
Il 17 gennaio 1838 avviene la prima nel Teatro Regio di Parma.
Il 2 settembre 1844 avviene la prima all'Opera di Parigi con Rosina Stoltz, Gilbert-Louis Duprez e Levasseur.
Il 10 giugno 1848 avviene la prima nel Gran Teatre del Liceu di Barcellona.
Il 15 novembre 1856 avviene la prima nel Teatro della Canobbiana di Milano ed il 10 settembre 1859 nel Teatro Riccardi (oggi Teatro Donizetti) di Bergamo con Mario Tiberini.

L'opera inizia a sparire dal repertorio a partire dal debutto dell'omonima opera di Verdi.

## Riprese contemporanee
A partire dagli anni 1950, grazie alla Rossini Renaissance, l'opera appare di nuovo nei cartelloni dei teatri d'opera, rivelando un'opera che mantiene intatta la sua validità. In particolare il terzo atto, comprendente la famosa "Canzone del Salice", è una delle più grandi creazioni rossiniane.

Nel ruolo del titolo si impongono le performance dei tenori Chris Merritt, Bruce Ford, Gregory Kunde e John Osborn; come Desdemona si segnalano Virginia Zeani, Mariella Devia, Anna Caterina Antonacci, Jessica Pratt, Cecilia Bartoli, Nino Machaidze ed Eleonora Buratto.

L'opera debutta al Rossini Opera Festival nel 1988, e vi ritorna nel 1991, 1998, 2007 e 2022.

## Cast della prima assoluta
| Ruolo            | Registro vocale | Interprete          |
| ---------------- | --------------- | ------------------- |
| Otello           | tenore          | Andrea Nozzari      |
| Desdemona        | soprano         | Isabella Colbran    |
| Rodrigo          | tenore          | Giovanni David      |
| Jago             | tenore          | Giuseppe Ciccimarra |
| Emilia           | mezzosoprano    | Maria Manzi         |
| Elmiro           | basso           | Michele Benedetti   |
| Doge             | tenore          | Gaetano Chizzola    |
| Lucio Gondoliere | tenore          | Nicola Mollo        |

## La trama
Si riporta l'argomento dell'opera, come risulta dal libretto delle rappresentazioni milanesi del 1818:

## Organico orchestrale
La partitura di Rossini prevede l'utilizzo di:
- 2 flauti (anche ottavini), 2 oboi, 2 clarinetti, 2 fagotti
- 2 corni (4 solo nella Sinfonia), 2 trombe, 3 tromboni
- timpani, pioggia e tuoni
- arpa
- archi

## Struttura dell'opera
- Sinfonia

### Atto I
- 1 Introduzione Viva Otello (Coro)
- 2 Cavatina Ah sì, per voi già sento (Otello, Coro, Jago)
- 3 Duetto No, non temer(Jago, Rodrigo)
- 4 Scena e Duettino Inutile è quel pianto - Vorrei che il tuo pensiero (Emilia, Desdemona)
- 5 Coro e Finale I Santo Imen! - Incerta l'anima (Coro, Desdemona, Elmiro, Rodrigo, Emilia, Otello)

### Atto II
- 6 Aria Che ascolto! (Rodrigo)
- 7 Scena e DuettoChe feci! Ove mi trasse - Non m'inganno (Otello, Jago)
- 8 Terzetto Ah vieni, nel tuo sangue (Rodrigo, Otello, Desdemona)
- 9 Aria e Finale II Che smania, ohimè, che affanno! (Desdemona, Coro, Elmiro)

### Atto III
- 10
  - Scena e Canzone del Gondoliere Dagli affanni oppressa - Nessun maggior dolore (Desdemona, Emilia, Gondoliere)
  - Canzone del salice e Preghiera Assisa a pie' d'un salice - Deh calma, o ciel, nel sonno (Desdemona, Emilia)
  - Sortita Eccomi giunto inosservato  (Otello, Desdemona)
  - Duetto Non arrestare il colpo (Desdemona, Otello)
  - Finale III Che sento? Chi batte? (Otello, Lucio, Doge, Elmiro, Rodrigo, Coro)

## Auto-imprestiti
- La Sinfonia riprende gran parte della Sinfonia de Il turco in Italia, tratta a sua volta dal Sigismondo
- La cabaletta del duetto tra Otello e Jago L'ira d'avverso fato è ripresa dalla cabaletta del Duca Cento larve d'intorno mi stanno nel Finale Secondo del Torvaldo e Dorliska
- Il crescendo nel Duetto Non arrestare il colpo è ripreso dall'aria La calunnia de Il barbiere di Siviglia, a sua volta ripreso dal duetto Perché obbedir disdegni del Sigismondo

## Incisioni discografiche
| Anno | Cast (Otello, Desdemona, Rodrigo, Jago, Elmiro, Emilia)                                                     | Direttore          | Etichetta     |
| ---- | --- | ------------------ | ------------- |
| 1960 | Agostino Lazzari, Virginia Zeani, Herbert Handt, Giuseppe Baratti, Franco Ventriglia, Anna Reynolds         | Fernando Previtali | GOP           |
| 1978 | José Carreras, Frederica von Stade, Salvatore Fisichella, Gianfranco Pastine, Samuel Ramey, Nucci Condò     | Jesús López-Cobos  | Philips       |
| 1999 | Bruce Ford, Elizabeth Futral, William Matteuzzi, Juan José Lopera, Ildebrando D'Arcangelo, Enkelejda Shkosa | David Parry        | Opera Rara    |
| 2000 | Irine Ratiani, Patrizia Ciofi, Simon Edwards, Gregory Bonfatti, Soon-Won Kang, Barbara Vivian               | Paolo Arrivabeni   | Dynamic       |
| 2008 | Michael Spyres, Jessica Pratt, Filippo Adami, Giorgio Trucco, Ugo Guagliardo, Geraldine Chauvet             | Antonino Fogliani  | Naxos Records |
| 2014 | Gregory Kunde, Carmen Romeu, Maxim Mironov, Robert McPherson, Josef Wagner, Raffaella Lupinacci             | Alberto Zedda      | Dynamic       |

## Registrazioni video
| Anno | Cast (Otello, Desdemona, Rodrigo, Jago, Elmiro, Emilia)                         | Direttore  | Etichetta |
| ---- | ------------------------------------------------------------------------------- | ---------- | --------- |
| 2012 | John Osborn, Cecilia Bartoli, Javier Camarena, Edgardo Rocha, Liliana Nikiteanu | Muhai Tang | Decca     |